# Violencia de género aisladora
La violencia de género aisladora es aquella que se ejerce contra las personas que apoyan a las víctimas de violencia de género, es decir, es un tipo de violencia mediante el cual se pretende detener el apoyo hacia la víctima directa y ocultar la violencia. Las personas agresoras quieren así aislar a las víctimas de otras personas que les pueden ayudar a superar la violencia que sufren, porque si no hay nadie que apoye a las víctimas que sufren violencia de género, estas se quedan aisladas y así disminuyen las posibilidades de superar su situación.
El temor a posibles represalias es identificado como la principal razón para no intervenir en situaciones de violencia de género. El miedo a las represalias provoca que diferentes víctimas de violencia de género no puedan recibir la ayuda de su red informal (amistades, familiares, miembros de la comunidad), agravando así su aislamiento. De hecho, la red informal puede ser menos propensa a mostrar apoyo a las mujeres cuando temen por su propia seguridad. Así, se han impulsado iniciativas para que las políticas establecidas para proteger a las supervivientes de violencia de género también protejan a aquellas redes de apoyo que se posicionan contra la violencia y ofrecen ayuda a la víctima. Asimismo, el temor a sufrir violencia de género aisladora puede provocar que la víctima no quiera compartir sus vivencias con su red de ayuda, para así evitar que sufran dichas represalias. Algunas mujeres incluso llegan a cortar intencionalmente las conexiones con su red informal para que el agresor no pueda encontrarlos.

## Origen del término
Previamente se refería a este tipo de violencia bajo el concepto de Acoso Sexual de Segundo Orden, nombrado por Billie Dziech y Linda Weiner, pero desde el 2016 se ha estado trabajando para definir el concepto y formular el nombre de la violencia de género aisladora (IGV por sus siglas en inglés). Este nuevo concepto se generó debido a tres limitaciones que se identificaron con el anterior concepto:
- La primera y más importante limitación es la falta de impactos científicos, políticos y sociales que había tenido el concepto.
- La segunda limitación es la necesidad de tener un concepto para todos los tipos de violencia de género y no solo el acoso sexual.
- La tercera limitación es que el "segundo orden" no refleja lo que está ocurriendo; se trata de violencia tanto contra quienes ayudan a las víctimas como contra las víctimas directas para aislarlas y garantizar la impunidad.

La construcción de este nuevo concepto y nombre se llevó a cabo a través de un proceso dialógico en el que se incluyeron personas diversas del campo de la ciencia, la política, los gobiernos, organizaciones sociales, así como supervivientes y otros miembros de la comunidad. Este nuevo término permite recoger todos los tipos de violencia de género (no solamente el acoso sexual), dando una perspectiva más amplia a la violencia de género, y ayuda a determinar que el objetivo de este tipo de violencia ejercida contra quienes apoyan a las víctimas es, precisamente, aislarlas.

## Legislación
En diciembre de 2020 el Parlamento catalán, mediante el artículo 4.3, aprobó la primera legislación del mundo contra esta forma de violencia bajo el nombre de Violencia de segundo orden. La legislación lo define de la siguiente manera: 
Consiste en la violencia física o psicológica, las represalias, las humillaciones y la persecución ejercidas contra las personas que apoyan a las víctimas de violencia machista. Incluye los actos que impiden la prevención, la detección, la atención y la recuperación de las mujeres en situación de violencia machista. 
Así, en la normativa catalana se aborda una nueva categoría de acoso que surge legalmente cuando la persona sufre algún tipo de daño debido a ayudar y proteger a los que sufren acoso sexual. Ni las Directivas Europeas que incorporaron las definiciones de acoso ni la regulación estatal de transposición realizada a través de La Ley Orgánica 3/2007 de 22 de marzo para la igualdad efectiva de mujeres y hombres incorporaron explícitamente esta categoría legal de acoso, ni tampoco mencionaron la atención legal que merecen aquellos que conscientemente y voluntariamente deciden ayudar, defender y proteger a aquellos que pueden pasar por situaciones de esta naturaleza. Por lo tanto, la ley catalana constituye la primera vez que se legisla el acoso sexual de segundo orden. 

Casi dos años más tarde, en marzo de 2022, el Parlamento Vasco también aprobó la legislación sobre violencia de género aisladora, convirtiéndose en la segunda cámara legislativa del mundo en aprobar una legislación sobre este fenómeno. Lo hizo mediante el artículo 50.4 de la Ley para la igualdad de mujeres y hombres, donde establece lo siguiente: 
Se considera asimismo violencia machista contra las mujeres la violencia ejercida contra las personas que apoyan a las víctimas, así como la ejercida contra su entorno cercano o afectivo, especialmente contra los hijos e hijas u otros familiares, con la voluntad de afligir a la mujer.  

## Impacto en la salud y el bienestar de las víctimas
La violencia de género aisladora provoca sufrimiento a las personas defensoras con consecuencias de salud y bienestar; pero también provoca sufrimiento en las víctimas directas de la violencia de género cuando ven el sufrimiento y el aislamiento de quienes las han apoyado.